# Королик Сергій Олександрович
Сергій Олександрович Королик (7 березня 1990, м. Могильов, СРСР) — білоруський хокеїст, нападник. Виступає за Хімік-СКА Новополоцьк у Білоруській Екстралізі.
Хокеєм займається з 2000 року, перший тренер — Геннадій Хуторцов. Виступав за «Хімволокно-2» (Могильов), «Юніор» (Мінськ), «Юність» (Мінськ), «Юність» (Мінськ) (МХЛ), ХК «Вітебськ».
У складі молодіжної збірної Білорусі учасник чемпіонату світу 2010 (дивізіон I). У складі юніорської збірної Білорусі учасник чемпіонату світу 2008 (дивізіон I).
Досягнення
- Чемпіон Білорусі (2010, 2011)
- Володар Кубка Білорусі (2009).